# Едуард Борнгьое
Едуард Борнгьое, ест. Eduard Bornhöhe (при народженні Едуард Брунберґ, ест. Eduard Brunberg; 5 (17) лютого 1862, Куллааару, Раквере , Ляяне-Вірумаа — 17 листопада 1923, Таллінн) — естонський письменник.